# 다카라즈카 가극단 94기생
다카라즈카 가극단 94기생은 2006년에 다카라즈카 음악학교에 입학, 2008년 다카라즈카 가극단에 입단하여 츠키구미 공연 『ME AND MY GIRL (뮤지컬)』으로 첫 무대를 밟은 44명을 가리킨다.

## 개요
2006년도는 수험자 수 963명, 합격자 47명, 경쟁률 20.48:1이었다.
중퇴자 2명, 입단사퇴자 1명이었다.(여배우인 카즈호)
초무대생 로켓댄스의 안무는 와카오 리사가 담당하였다.
초무대에서는 람베스 워크 장면에서 2층 객석에서 노래부르는 장면을 부여받았다.
2008년 5월 7일에 조배속.
| 신인공연        | 바우홀          | 동상공연        | 전국투어  | 에트와르      |
| --------------- | --------------- | --------------- | --------- | ------------- |
| 타마키 료       | 타마키 료       | 타마키 료       | 타마키 료 | 카즈미 쇼     |
| 마오 유키       | 마오 유키       | 센나 아야세     |           | 하류 미츠키   |
| 카가 리리카     | 센나 아야세     | 사오토메 와카바 |           | 센나 아야세   |
| 아이카제 유메   | 카가 리리카     |                 |           | 아이카제 유메 |
| 사오토메 와카바 | 사오토메 와카바 |                 |           |               |

## 주요 학생

### OG
- 타마키 료：전 츠키구미 톱스타
- 센나 아야세 : 전 하나구미 톱 여역
- 마오 유키：전 호시구미 남역
- 카가 리리카：하나구미 여역
- 아이카제 유메：전 츠키구미 여역
- 사오토메 와카바：전 츠키구미 여역

## 일관
| 예명            | 생일      | 출신지                  | 출신학교                         | 예명의 유래                              | 애칭             | 역할 | 퇴단년도 | 비고                                              |
| --------------- | --------- | ----------------------- | -------------------------------- | ---------------------------------------- | ---------------- | ---- | -------- | ------------------------------------------------- |
| 仙名彩世        | 12월 3일  | 미야기현 나토리시       | 미야기 제2 여자고교              | 태어나고 자란 센다이시와 나토리시에 유래 | 유키, 아야세     | 여역 | 2019년   |                                                   |
| 센나 아야세     | 12월 3일  | 미야기현 나토리시       | 미야기 제2 여자고교              | 태어나고 자란 센다이시와 나토리시에 유래 | 유키, 아야세     | 여역 | 2019년   |                                                   |
| 愛風ゆめ        | 6월 16일  | 이바라키현 히타치나카시 | 사립 이바라키 중학               | 사랑의 바람에 실어 꿈을 전달할 수 있기를 | 유짱, 유컁       | 여역 | 2013년   |                                                   |
| 아이카제 유메   | 6월 16일  | 이바라키현 히타치나카시 | 사립 이바라키 중학               | 사랑의 바람에 실어 꿈을 전달할 수 있기를 | 유짱, 유컁       | 여역 | 2013년   |                                                   |
| 漣レイラ        | 6월 6일   | 도쿄도 가쓰시카구       | 일본음악학교                     |                                          | 캬나에, LAYLA    | 남역 | 2021년   |                                                   |
| 사자나미 레이라 | 6월 6일   | 도쿄도 가쓰시카구       | 일본음악학교                     |                                          | 캬나에, LAYLA    | 남역 | 2021년   |                                                   |
| 和海しょう      | 11월 28일 | 후쿠오카현 후쿠오카시   | 후쿠오카 여학원 중학교           |                                          | 카즈미, 시오리   | 남역 | 2023년   |                                                   |
| 카즈미 쇼       | 11월 28일 | 후쿠오카현 후쿠오카시   | 후쿠오카 여학원 중학교           |                                          | 카즈미, 시오리   | 남역 | 2023년   |                                                   |
| 天翔りいら      | 2월 2일   | 오사카부 사카이시       | 코요다이 고등학교                |                                          | 야이카, 아이카   | 남역 | 2013년   |                                                   |
| 아마토 리이라   | 2월 2일   | 오사카부 사카이시       | 코요다이 고등학교                |                                          | 야이카, 아이카   | 남역 | 2013년   |                                                   |
| 煌羽レオ        | 1월 11일  | 도쿄도 고마에시         | 타마가와 학원 고등부             |                                          | KARI             | 남역 | 2021년   |                                                   |
| 키라하 레오     | 1월 11일  | 도쿄도 고마에시         | 타마가와 학원 고등부             |                                          | KARI             | 남역 | 2021년   |                                                   |
| 愛咲まりあ      | 12월 24일 | 효고현 고베시           | 고베 카이죠 여자 학원 고교       |                                          | 아야히, 챠피     | 여역 | 2020년   |                                                   |
| 아이사키 마리아 | 12월 24일 | 효고현 고베시           | 고베 카이죠 여자 학원 고교       |                                          | 아야히, 챠피     | 여역 | 2020년   |                                                   |
| 寿春花果        | 8월 18일  | 아이치현 코마키시       | 스기야마 여학원 고등학교         |                                          | 아다츄           | 여역 | 2014년   |                                                   |
| 스바루 하나카   | 8월 18일  | 아이치현 코마키시       | 스기야마 여학원 고등학교         |                                          | 아다츄           | 여역 | 2014년   |                                                   |
| 風馬翔          | 2월 28일  | 교토부 나가오카쿄시     | 교토 시립 음악학교               |                                          | 후, 카케루, 안나 | 남역 | 2018년   |                                                   |
| 후마 카케루     | 2월 28일  | 교토부 나가오카쿄시     | 교토 시립 음악학교               |                                          | 후, 카케루, 안나 | 남역 | 2018년   |                                                   |
| 隼海惺          | 4월 1일   | 도쿄도 다이토구         | 도립 메구로 고교                 |                                          | 유밍, 세이       | 남역 | 2014년   |                                                   |
| 하야미 세이     | 4월 1일   | 도쿄도 다이토구         | 도립 메구로 고교                 |                                          | 유밍, 세이       | 남역 | 2014년   |                                                   |
| 悠斗イリヤ      | 2월 28일  | 후쿠오카현 후쿠오카시   | 후쿠오카 여자 고등학교           |                                          | 쥬리             | 남역 | 2015년   |                                                   |
| 유우토 이리야   | 2월 28일  | 후쿠오카현 후쿠오카시   | 후쿠오카 여자 고등학교           |                                          | 쥬리             | 남역 | 2015년   |                                                   |
| 羽立光来        | 10월 14일 | 가가와현 다카마츠시     | 카가와 현립 고등학교             |                                          | 빗쿠, 미츠키     | 남역 |          |                                                   |
| 하류 미츠키     | 10월 14일 | 가가와현 다카마츠시     | 카가와 현립 고등학교             |                                          | 빗쿠, 미츠키     | 남역 |          |                                                   |
| 久城あす        | 6월 27일  | 효고현 아시야시         | 코난 여자 고등학교               |                                          | 마이미, 마이냥   | 남역 | 2025년   | 동생 후지사키 에리 (91)                           |
| 쿠죠 아스       | 6월 27일  | 효고현 아시야시         | 코난 여자 고등학교               |                                          | 마이미, 마이냥   | 남역 | 2025년   | 동생 후지사키 에리 (91)                           |
| 舞월 なぎさ     | 9월 9일   | 오사카부 이케다시       | 바이카 중학교                    |                                          | 후지몽           | 남역 | 2024년   |                                                   |
| 마이즈키 나기사 | 9월 9일   | 오사카부 이케다시       | 바이카 중학교                    |                                          | 후지몽           | 남역 | 2024년   |                                                   |
| 美월 悠         | 6월 19일  | 도쿄도 지요다구         | 릿쿄 여학원 고등학교             |                                          | 미츠키, 챠오     | 남역 | 2021년   |                                                   |
| 미츠키 하루카   | 6월 19일  | 도쿄도 지요다구         | 릿쿄 여학원 고등학교             |                                          | 미츠키, 챠오     | 남역 | 2021년   |                                                   |
| 新菜かほ        | 7월 28일  | 교토부 교타나베시       | 도시샤 코우리 고등학교           |                                          | 아야콧페         | 여역 | 2018년   |                                                   |
| 니이나 카호     | 7월 28일  | 교토부 교타나베시       | 도시샤 코우리 고등학교           |                                          | 아야콧페         | 여역 | 2018년   |                                                   |
| 香咲蘭          | 12월 16일 | 오사카부 오사카시       | 오사카 시립 니시 고등학교        |                                          | 코-사키, 란란    | 여역 | 2021년   |                                                   |
| 코우사키 란     | 12월 16일 | 오사카부 오사카시       | 오사카 시립 니시 고등학교        |                                          | 코-사키, 란란    | 여역 | 2021년   |                                                   |
| 珠城りょう      | 10월 4일  | 아이치현 가마고리시     | 히카리가오카 여자 고등학교       |                                          | 료, 타마키치     | 남역 | 2021년   |                                                   |
| 타마키 료       | 10월 4일  | 아이치현 가마고리시     | 히카리가오카 여자 고등학교       |                                          | 료, 타마키치     | 남역 | 2021년   |                                                   |
| 天舞音さら      | 9월 21일  | 교토부 교타나베시       | 교토 부립 죠요 고등학교          |                                          | 사라, 앗키       | 여역 | 2014년   |                                                   |
| 아마네 사라     | 9월 21일  | 교토부 교타나베시       | 교토 부립 죠요 고등학교          |                                          | 사라, 앗키       | 여역 | 2014년   |                                                   |
| 華雅りりか      | 8월 1일   | 도쿄도 세타가야구       | 코란여학교                       |                                          | 리리             | 여역 | 2023년   |                                                   |
| 카가 리리카     | 8월 1일   | 도쿄도 세타가야구       | 코란여학교                       |                                          | 리리             | 여역 | 2023년   |                                                   |
| 星월 梨旺       | 6월 19일  | 지바현 카시와시         | 치바 현립 마츠도 무츠미 고등학교 |                                          | 리오, MISATO     | 남역 | 2021년   |                                                   |
| 호시즈키 리오   | 6월 19일  | 지바현 카시와시         | 치바 현립 마츠도 무츠미 고등학교 |                                          | 리오, MISATO     | 남역 | 2021년   |                                                   |
| 毬愛まゆ        | 9월 29일  | 도쿄도 스기나미구       | 도쿄 문화 고등학교               |                                          | 마유코, 마리     | 여역 | 2015年   | 어머니 카미 사츠키 (67)                           |
| 마리나 마유     | 9월 29일  | 도쿄도 스기나미구       | 도쿄 문화 고등학교               |                                          | 마유코, 마리     | 여역 | 2015年   | 어머니 카미 사츠키 (67)                           |
| 桜音れい        | 7월 21일  | 도쿄도 미나토구         | 츄오 대학 부속 고등학교          |                                          | 유미             | 여역 | 2020년   | 언니 시라나기 스즈 (91)                           |
| 사쿠라네 레이   | 7월 21일  | 도쿄도 미나토구         | 츄오 대학 부속 고등학교          |                                          | 유미             | 여역 | 2020년   | 언니 시라나기 스즈 (91)                           |
| 早乙女わかば    | 5월 30일  | 효고현 고베시           | 현립 다카라즈카 키타 고등학교    |                                          | 아쟈, 아쟈코     | 여역 | 2018년   |                                                   |
| 사오토메 와카바 | 5월 30일  | 효고현 고베시           | 현립 다카라즈카 키타 고등학교    |                                          | 아쟈, 아쟈코     | 여역 | 2018년   |                                                   |
| 煌海ルイセ      | 4월 7일   | 오사카부 오사카시       | 테즈카야마 학원 고등학교         |                                          | 사리, 루이세     | 남역 | 2017년   | 언니 아마키 토니카 (92) 동생 미란 렌나 (95)       |
| 키라미 루이세   | 4월 7일   | 오사카부 오사카시       | 테즈카야마 학원 고등학교         |                                          | 사리, 루이세     | 남역 | 2017년   | 언니 아마키 토니카 (92) 동생 미란 렌나 (95)       |
| 大樹りょう      | 4월 20일  | 도쿄도 세타가야구       | 도립 고마에 고등학교             |                                          | 레에닌, 다이키   | 남역 | 2013년   | 어머니 마키 리사 (63)                             |
| 타이키 료       | 4월 20일  | 도쿄도 세타가야구       | 도립 고마에 고등학교             |                                          | 레에닌, 다이키   | 남역 | 2013년   | 어머니 마키 리사 (63)                             |
| 杏野このみ      | 12월 15일 | 오사카부 다카쓰키시     | 부립 케야키 고등학교             |                                          | 코노밍           | 여역 |          |                                                   |
| 안노 코노미     | 12월 15일 | 오사카부 다카쓰키시     | 부립 케야키 고등학교             |                                          | 코노밍           | 여역 |          |                                                   |
| 麻央侑希        | 12월 13일 | 가나가와현 요코하마시   | 세이죠 학원 고등학교             |                                          | 윳코, 유키지     | 남역 | 2019년   | 조부 히로오카 다쓰로                              |
| 마오 유키       | 12월 13일 | 가나가와현 요코하마시   | 세이죠 학원 고등학교             |                                          | 윳코, 유키지     | 남역 | 2019년   | 조부 히로오카 다쓰로                              |
| 冴華りおな      | 6월 4일   | 도쿄도 네리마구         | 가쿠슈인 여자 고등과             |                                          | 리오냐           | 남역 | 2017년   |                                                   |
| 사에바나 리오나 | 6월 4일   | 도쿄도 네리마구         | 가쿠슈인 여자 고등과             |                                          | 리오냐           | 남역 | 2017년   |                                                   |
| 夢羽美友        | 9월 6일   | 도야마현 도야마시       | 도야마 제일 고등학교             |                                          | 마유, 뮤우       | 여역 | 2016년   | 언니 마히로 슌 (88) 유메하나 란(94)은 쌍둥이 자매 |
| 유메하 미유     | 9월 6일   | 도야마현 도야마시       | 도야마 제일 고등학교             |                                          | 마유, 뮤우       | 여역 | 2016년   | 언니 마히로 슌 (88) 유메하나 란(94)은 쌍둥이 자매 |
| 花咲あいり      | 8월 14일  | 도쿄도 세타가야구       | 구립 아시하나 중학교             |                                          | NATSU, 아이리    | 여역 | 2018년   |                                                   |
| 하나사키 아이리 | 8월 14일  | 도쿄도 세타가야구       | 구립 아시하나 중학교             |                                          | NATSU, 아이리    | 여역 | 2018년   |                                                   |
| 翔馬樹音        | 11월 2일  | 오사카부 사카이시       | 오사카 데즈카야마 학원           |                                          | 폿포             | 남역 | 2013년   |                                                   |
| 쇼마 쥬네       | 11월 2일  | 오사카부 사카이시       | 오사카 데즈카야마 학원           |                                          | 폿포             | 남역 | 2013년   |                                                   |
| 飛河蘭          | 12월 1일  | 후쿠시마현 스카가와시   | 현립 스카가와 도요 고등학교      |                                          | ANDY             | 남역 | 2015년   |                                                   |
| 휴우가 란       | 12월 1일  | 후쿠시마현 스카가와시   | 현립 스카가와 도요 고등학교      |                                          | ANDY             | 남역 | 2015년   |                                                   |
| 朝陽みらい      | 10월 7일  | 오사카부 스이타시       | 소아이 고등학교                  |                                          | 맛코             | 남역 | 2011년   |                                                   |
| 아사히 미라이   | 10월 7일  | 오사카부 스이타시       | 소아이 고등학교                  |                                          | 맛코             | 남역 | 2011년   |                                                   |
| 夢花らん        | 9월 6일   | 도야마 현 도야마 시     | 코스기 고등학교                  |                                          | 아야, 란         | 여역 | 2015년   | 언니 마히로 슌 (88) 유메하 미유(94)는 쌍둥이 자매 |
| 유메하나 란     | 9월 6일   | 도야마 현 도야마 시     | 코스기 고등학교                  |                                          | 아야, 란         | 여역 | 2015년   | 언니 마히로 슌 (88) 유메하 미유(94)는 쌍둥이 자매 |
| 春瀬央季        | 7월 1일   | 도쿄도 네리마구         | 아토미 학원 고등학교             |                                          | 카나코           | 남역 | 2022년   |                                                   |
| 하루세 오우키   | 7월 1일   | 도쿄도 네리마구         | 아토미 학원 고등학교             |                                          | 카나코           | 남역 | 2022년   |                                                   |
| 紗愛せいら      | 2월 1일   | 가나가와현 가와사키시   | 토요 에이와 여학원 고등부        |                                          | 세이라           | 여역 | 2018년   |                                                   |
| 사치카 세이라   | 2월 1일   | 가나가와현 가와사키시   | 토요 에이와 여학원 고등부        |                                          | 세이라           | 여역 | 2018년   |                                                   |
| 貴穂しゅう      | 2월 22일  | 오사카부 오사카시       | 시죠 나와테 학원 고등학교        |                                          | 미이, 슈슈       | 남역 | 2009년   |                                                   |
| 타카호 슈       | 2월 22일  | 오사카부 오사카시       | 시죠 나와테 학원 고등학교        |                                          | 미이, 슈슈       | 남역 | 2009년   |                                                   |
| 紫乃加りあ      | 4월 26일  | 오사카부 오사카시       | 오사카 토인 고등학교             |                                          | 미챠오, 리아     | 여역 | 2014년   |                                                   |
| 시노카 리아     | 4월 26일  | 오사카부 오사카시       | 오사카 토인 고등학교             |                                          | 미챠오, 리아     | 여역 | 2014년   |                                                   |
| ひなたの花梨    | 1월 10일  | 효고현 고베시           | 고베 카이세이 여학원 고등학교    | 본명                                     | 히나탄, 링코     | 여역 | 2012년   | 사진가인 시카타 카린                              |
| 히나타노 카린   | 1월 10일  | 효고현 고베시           | 고베 카이세이 여학원 고등학교    | 본명                                     | 히나탄, 링코     | 여역 | 2012년   | 사진가인 시카타 카린                              |
| 咲花莉帆        | 3월 31일  | 도쿄도 미나토구         | 가와무라 학원                    |                                          | 쿄코             | 여역 | 2013년   |                                                   |
| 사키하나 리호   | 3월 31일  | 도쿄도 미나토구         | 가와무라 학원                    |                                          | 쿄코             | 여역 | 2013년   |                                                   |
| 芽華らら        | 8월 18일  | 오사카부 이바라키시     | 오사카 군에이 여학원 고등학교    |                                          | 라라, 앗코       | 여역 | 2014년   |                                                   |
| 메이카 라라     | 8월 18일  | 오사카부 이바라키시     | 오사카 군에이 여학원 고등학교    |                                          | 라라, 앗코       | 여역 | 2014년   |                                                   |
| 美泉儷          | 11월 5일  | 오카야마현 오카야마시   | 오카야마 현립 다이안지 고등학교  |                                          | 테라, 테린       | 남역 | 2015년   |                                                   |
| 미즈미 레이     | 11월 5일  | 오카야마현 오카야마시   | 오카야마 현립 다이안지 고등학교  |                                          | 테라, 테린       | 남역 | 2015년   |                                                   |
| 輝海せいや      | 2월 7일   | 도쿄도 네리마구         | 여자 성학원 고등학교             |                                          | 세야             | 남역 | 2010년   |                                                   |
| 카가미 세이야   | 2월 7일   | 도쿄도 네리마구         | 여자 성학원 고등학교             |                                          | 세야             | 남역 | 2010년   |                                                   |